# Cholstomér
Cholstomér (in russo Холстомер?, Cholstomér) è un racconto di Lev Tolstòj scritto nel biennio 1863-1864, rivisto numerosissime volte e pubblicato nel 1886.

## Genesi dell'opera

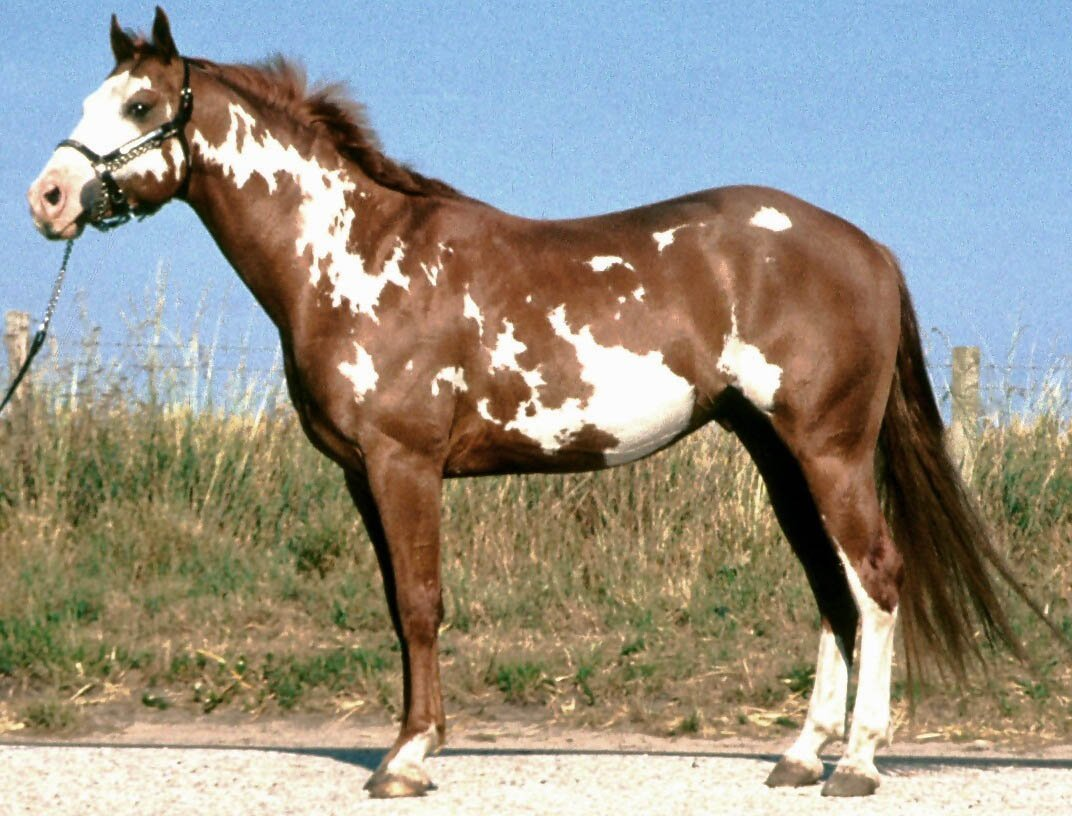
Cavallo pezzato

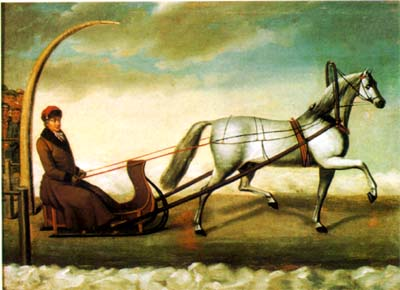
Il conte Orlov su una slitta tirata dal suo famoso trottatore Bars I

Argomento del racconto è la vicenda di Mužik I, un purosangue nato nei primi anni dell'800 nella scuderia del conte Orlov, soprannominato Cholstomér; Cholstomér significa nella lingua russa «misura-tela», e il nome era stato attribuito al cavallo in quanto era caratterizzato da un passo ampio, paragonato al gesto di chi misuri una pezza di tela stendendo le braccia. In alcune traduzioni in italiano, in luogo di Cholstomér è stato utilizzato il termine "Passolungo".
La vicenda di Mužik I era stata narrata a Tolstòj nel 1859 da Aleksander Stáchovič; suo fratello Michail (1820-1858), noto commediografo, aveva in progetto di scrivere un lavoro teatrale su questo cavallo, ma non poté portarlo a termine in quanto nel 1858 fu ucciso dai suoi contadini. Tolstoj, il quale già nel 1856 aveva annotato nei Diari l'intenzione di scrivere «la storia di un cavallo», scrisse le prime versioni di "Cholstomér" tra il marzo 1863 e i primi mesi del 1864 e nella primavera del 1864 inviò il racconto a due scrittori, Sollogùb e Pogodin, i quali si accingevano a fondare una rivista letteraria che peraltro non fu mai realizzata; sul racconto, tuttavia, Sollogùb espresse a Tolstòj un parere negativo che scoraggiò lo scrittore. Il racconto fu rivisto numerose volte da Tolstòj; rielaborato infine nel 1885 fu inserito l'anno successivo nel III volume delle Opere e pubblicato con una dedica a Michail Aleksandrovič Stáchovič.

## Trama
Un castrone vecchio, malato, è utilizzato come cavallo da soma in un allevamento di giovani purosangue, i quali lo disprezzano soprattutto per la sua genealogia sconosciuta. Riconosciuto da Vjazopuricha, la giumenta più vecchia dell'allevamento, racconta agli altri cavalli dell'allevamento la sua storia. Era anch'egli uno stallone purosangue, di nome Mužik I e soprannominato poi Cholstomér per la sua velocità; ma a causa del colore del mantello (era pezzato, ossia con delle macchie bianche su un mantello scuro), Cholstomér era considerato dal capostalliere un cavallo di qualità inferiore. La precoce inclinazione di Cholstomér verso l'altro sesso (corteggiava per l'appunto la allora giovane Vjazopuricha) spinse il capostalliere a farlo castrare. Più tardi l'aristocratico proprietario dell'allevamento regalò il cavallo al capostalliere, e costui lo utilizzò come cavallo da tiro. Commenterà Cholstomér:
(Lev Tolstòj, «Cholstomér», Cap. VI, traduzione di Serena Prina. In: Igor Sibaldi (a cura di), Tutti i racconti Op. cit., Vol. II, p. 114)
La caratteristica principale di Cholstomér, la velocità, causò l'allontanamento del cavallo dall'allevamento in cui era nato. Il capostalliere, avendo visto Cholstomér battere agevolmente Lebed', ritenuto il cavallo più veloce dell'allevamento, per paura che il proprietario lo punisse per aver evirato un simile campione, vendette il purosangue a un sensale come cavallo da stanghe. Cholstomér, venne poi acquistato da un padrone molto amato dal cavallo: il principe Nikita Serpuchovskoj, un ufficiale degli ussari bello, ricco, brillante, sfrontato ed egoista. Per una scommessa del principe, Cholstomér, attaccato a una slitta da città, scese in pista e vinse agevolmente contro Àtlasnyj, il più rinomato trottatore, fra l'entusiasmo degli spettatori. Serpuchovskoj rifiutò le offerte per Cholstomér («No, questo non è un cavallo, è un amico, non accetterei nemmeno una montagna d'oro») ma poco dopo lo costrinse a una corsa forsennata le cui conseguenze privarono il purosangue della corsa e della velocità («Mi caddero gli zoccoli, mi si formarono degli ascessi e le gambe si incurvarono, il petto si infossò, e mi piombò addosso una forma di fiacchezza e di debolezza che mi affaticava in ogni cosa.»). Venduto a un sensale che lo torturava, ebbe in seguito diversi padroni finché venne acquistato dal fattore dell'allevamento.
Per una coincidenza, Serpuchovskoj giunge all'allevamento; ha sperperato la sua fortuna, ed è ormai «grasso e inflaccidito». Cholstomér riconosce l'amato padrone di un tempo, ma Serpuchovskoj non fa altrettanto, sebbene si vanterà spesso col padrone dell'allevamento di aver posseduto il velocissimo Cholstomér. Cholstomér tuttavia contrae la scabbia e il cavallaio decide di sopprimerlo. Viene chiamato uno scortichino perché lo sgozzi. Cholstomér crede inizialmente che il taglio alla gola sia fatto per curarlo, e rimane stupito quando, prima di morire, si sente diventare debole. La sua carcassa, lasciata non sepolta, servirà a una lupa a nutrire i suoi lupacchiotti. Morirà più tardi anche Serpuchovskoj; ma «venne messo sotto terra e [...] né la sua pelle, né la sua carne, né le sue ossa servirono a nulla».

## Critica

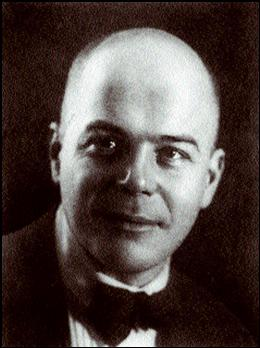
Viktor Borisovič Šklovskij

In Cholstomér il racconto viene fatto dal punto di vista dello stesso cavallo, il quale nei capitoli V, VI, VII e VIII parla in prima persona. Per il teorico del Formalismo russo Viktor Šklovskij, il racconto costituisce l'esempio paradigmatico dello straniamento, il procedimento letterario in base al quale Tolstòj "non chiama l'oggetto col suo nome, ma lo descrive come se lo vedesse per la prima volta, e l'avvenimento come se accadesse per la prima volta: per cui adopera nella descrizione dell'oggetto non le denominazioni abituali delle sue parti, bensì quelle delle parti corrispondenti in altri oggetti". Con il ricorso a questa tecnica, Tolstòj può esprimere con efficacia convincimenti non convenzionali per la sua epoca quali un pensiero empatico e compassionevole verso gli animali non umani, i sentimenti e le emozioni di chi diverso viene giudicato diverso, il concetto di proprietà privata.

## Arti figurative
Al racconto Cholstomér è ispirato il dipinto Il cavallo narratore (1901) di Giovanni Marchini, dipinto che fu elogiato dallo stesso Tolstòj.

## Edizioni
- La tempesta di neve; Polikuska-Cholstomer: Storia di un cavallo, La morte di Ivan Iljic, Albert, unica versione integrale e conforme al testo russo, con note di Ada Prospero, Torino: Slavia, 1927
- Passolungo: storia di un cavallo; traduzione di Corrado Alvaro, Milano: SE, 2001, ISBN 88-7710-492-9
- Cholstomér: storia di un cavallo, Monticiano: Equitare, 2003, ISBN 88-88266-19-4
- Cholstomer: storia di un cavallo: romanzo; traduzione di Rosa Molteni, Nardò: Besa, 2011, ISBN 978-88-497-0762-5